# Karolina Juszczykowska
Karolina Juszczykowska (ur. 1 lipca 1898 w Budkowie, zm. 9 stycznia 1945) – polska Sprawiedliwa wśród Narodów Świata.

## Życiorys
Urodzona 1 lipca 1898 r. w Budkowie Karolina Juszczykowska nigdy nie uczęszczała do szkoły i mieszkała ze swoimi rodzicami do ukończenia 13 roku życia. Przez kolejnych 5 lat pracowała w gospodarstwie rolnym w Meklemburgii. Po powrocie zamieszkała z siostrą w Budkowie do 1934 r., pomagając jej w pracy na roli. Następnie przeprowadziła się do Tomaszowa Mazowieckiego i utrzymywała się z pracy przy budowie dróg. Po wybuchu II wojny światowej imała się różnych zajęć, np. była praczką, pokojówką oraz służącą. Przed aresztowaniem Juszczykowska pracowała w kuchni organizacji Todt. 23 lipca 1944 r. w piwnicy domu Karoliny Juszczykowskiej w Tomaszowie Mazowieckim znaleziono dwóch ukrywających się Żydów. Zostali oni zastrzeleni na miejscu, natomiast Juszczykowska została aresztowana, przetransportowana do więzienia policyjnego w Tomaszowie i przesłuchana. W zeznaniach przyznała, że sześć tygodni wcześniej dwóch Żydów o imionach Jan i Paweł zaczepiło ją w drodze powrotnej z pracy i poprosiło o schronienie za kwotę 300 zł tygodniowo. Córka Juszczykowskiej, Bronisława, została wysłana na przymusowe roboty do III Rzeszy. 10 sierpnia Juszczykowska trafiła do Piotrkowa Trubunalskiego, gdzie czekała na proces. Sąd Specjalny skazał ją 23 sierpnia 1944 r. na karę śmierci. Generalny gubernator Hans Frank odmówił Juszczykowskiej prawa łaski. 2 września 1944 r. Juszczykowska została osadzona w obozie jenieckim Rodgau-Dieburg. 9 stycznia 1945 r. wykonano na niej wyrok śmierci przez ścięcie na gilotynie w zakładzie karnym Preungesheim we Frankfurcie nad Menem.
W 1924 r. przyszła na świat jej córka Bronisława.
17 maja 2011 r. Karolina Juszczykowska została pośmiertnie uhonorowana tytułem Sprawiedliwej wśród Narodów Świata.

## Upamiętnienie
22 września 2020 r. w Tomaszowie Mazowieckim w ramach projektu Zawołani po imieniu miało miejsce odsłonięcie tablicy pamiątkowej poświęconej Karolinie Juszczykowskiej. W wydarzeniu wzięli udział m.in. wiceminister kultury i dziedzictwa narodowego Magdalena Gawin, przedstawiciele władz samorządowych oraz Instytutu Pileckiego.